# Microlaimus arcticus
Microlaimus arcticus är en rundmaskart som beskrevs av Mulvey 1969. Microlaimus arcticus ingår i släktet Microlaimus och familjen Microlaimidae. Inga underarter finns listade i Catalogue of Life.